# Cathedral Valley Corral
Le Cathedral Valley Corral est un corral américain situé dans le comté de Wayne, dans l'Utah. Protégé au sein du parc national de Capitol Reef, il est inscrit au Registre national des lieux historiques depuis le 13 septembre 1999.